# Tour de Eritrea
El Tour de Eritrea (oficialmente: Tour Eritrea) es una carrera ciclista profesional por etapas que se disputa en Eritrea.
Su primera edición fue en 1946, aunque no se empezó a disputar de forma continuada desde su segunda edición, en 2001. Ya desde el 2009 comenzó a ser profesional formando parte del UCI Africa Tour, dentro de la categoría 2.2 (última categoría del profesionalismo).

## Palmarés
En amarillo, edición amateur.
| Año       | Ganador                    | Segundo              | Tercero          |
| --------- | -------------------------- | -------------------- | ---------------- |
| 1946      | Nunzio Barilà              |                      |                  |
| 1947-2000 | No se disputó              | No se disputó        | No se disputó    |
| 2001      | Habte Weldesimon           |                      |                  |
| 2002      | Michael Tekle              |                      |                  |
| 2003      | Habte Weldesimon           | Ephrem Tewelde       | Merhawi Yemane   |
| 2004      | Habte Weldesimon           |                      |                  |
| 2005      | Michael Tykue              | Michael Misghena     | Muse Tekleab     |
| 2006      | Michael Misghena           | Efrem Abrham         | Mogos Dawit      |
| 2007      | Merhawi Gebrehiwet         | Dawit Haile          | Michael Tykue    |
| 2008      | Merhawi Gebrehiwet         | Dawit Haile          | Fregalsi Debesay |
| 2009      | Bereket Abebe              | Daniel Teklehaimanot | Khsay Melake     |
| 2010      | Natnael Berhane            | Michael Tykue        | Mehreteab Tedros |
| 2011      | Meran Russan               | Tesfay Abrhaha       | Jani Tewelde     |
| 2012      | Jacques Janse Van Rensburg | Fregalsi Debesay     | Azzedine Lagab   |
| 2013      | Mekseb Debesay             | Merhawi Kudus        | Meron Amanuel    |
| 2014-2015 | No se disputó              | No se disputó        | No se disputó    |
| 2016      | Merhawi Goitom             | Tesfay Mihreteab     | Adhanom Zemekael |
| 2017      | Zemenfes Solomon           | Jean Cloude Uwizeye  | Amanuel Tsegay   |

## Palmarés por países
| País      | Victorias |
| --------- | --------- |
| Eritrea   | 14        |
| Italia    | 1         |
| Sudáfrica | 1         |